# Мазе, Тина
Ти́на Ма́зе (словен. Tina Maze; 2 мая 1983, Словень-Градец, СР Словения) — словенская горнолыжница, двукратная олимпийская чемпионка 2014 года (в скоростном спуске и гигантском слаломе), четырёхкратная чемпионка мира, обладательница Кубка мира 2012/13 в общем зачёте. Первая в истории Словении чемпионка зимних Олимпийских игр и единственная двукратная олимпийская чемпионка в истории независимой Словении.
Наиболее успешно выступала в гигантском слаломе. Имеет на своём счету победы на этапах Кубка мира во всех пяти современных горнолыжных дисциплинах (одна из шести горнолыжниц в истории с подобным достижением). Шесть раз признавалась спортсменкой года в Словении (2005, 2010, 2011, 2013, 2014 и 2015).
Пропустила сезон 2015/16, а 20 октября 2016 года в Зёльдене заявила о завершении карьеры. Последний раз вышла на старт Кубка мира 7 января 2017 года в Мариборе, где в 1999 года начала свою карьеру.

## Карьера
Тина дебютировала в Кубке мира 2 января 1999 года на домашнем этапе в Мариборе, когда ей было всего 15 лет. Тогда она не смогла закончить первую попытку в гигантском слаломе и финишировала 32-й в супергиганте.
Первым успехом для Мазе стало второе место, которое она заняла в гигантском слаломе на этапе Кубка мира в том же Мариборе 4 января 2002 года. На Олимпийских играх в Солт-Лейк-Сити она выступала только в гигантском слаломе и стала 12-й.

#### Сезоны 2003-2004
Первая победа пришла к Тине в сезоне 2002/03, когда она 26 октября 2002 года победила в гигантском слаломе в Зёльдене, поделив первую строчку финишного протокола с австрийкой Николь Хосп и норвежкой Андрин Флеммен (редчайший случай в истории Кубка мира, когда победу разделили сразу трое). В общем зачете финишировала 38-й с 190 очками, заработанными исключительно в гигантском слаломе. На чемпионате мира в любимой дисциплине стала пятой.
В 2004 году у Мазе был один подиум - серебро в гигантском слаломе. В общем зачете ей досталась 33-я строчка с 244 очками. В том сезоне Тина впервые заработала очки в супергиганте и начала соревноваться в скоростном спуске.

#### Сезоны 2005-2008

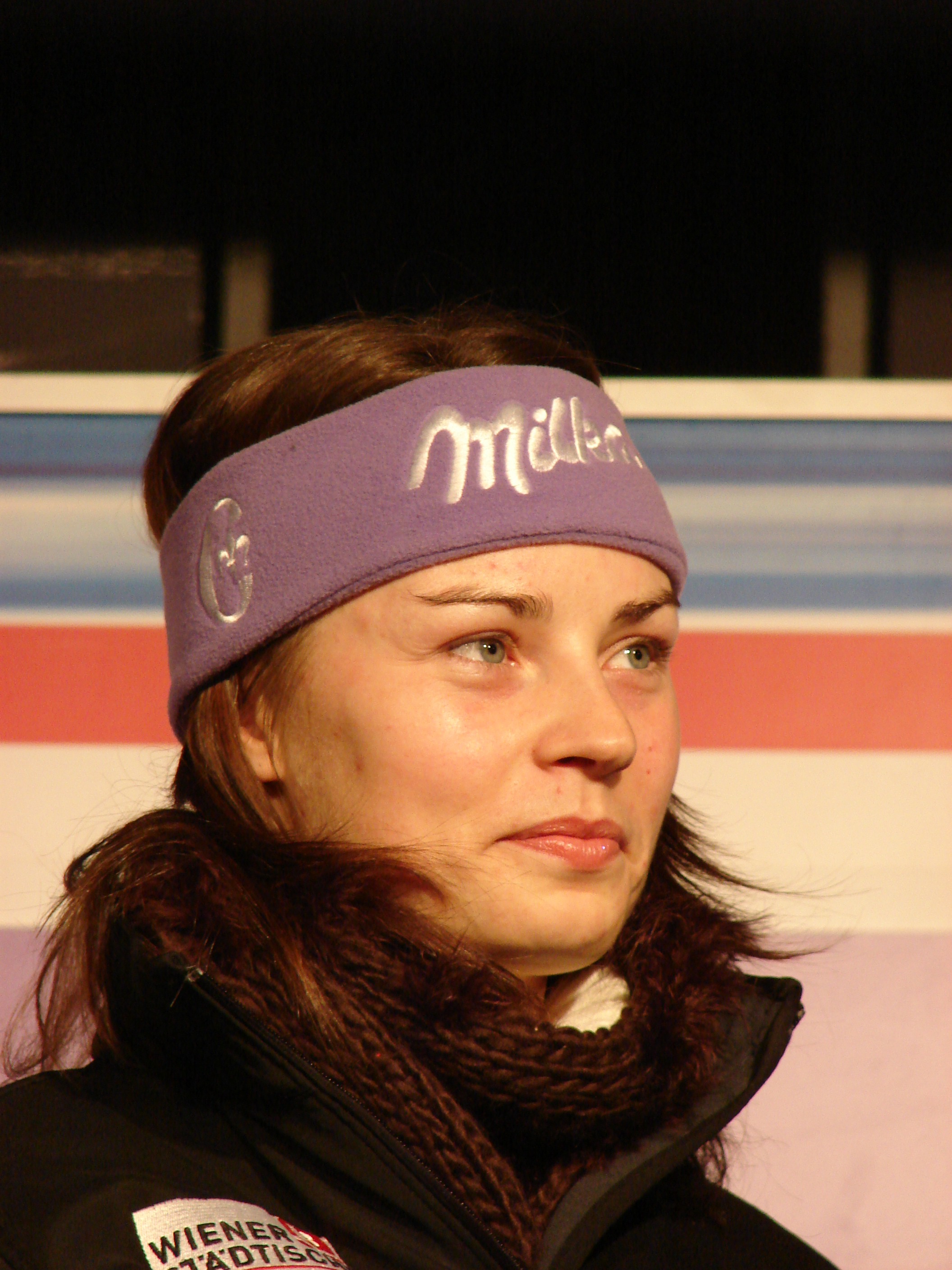
Мазе в декабре 2006 года

2005 год был не очень успешным для Мазе: на этапах Кубка мира она одержала три победы в гигантском слаломе и трижды занимала третье место в супергиганте. В итоге в общем зачете она стала десятой (650 очков), а в зачете по программе гигантского слалома - четвёртой (366 очков). На чемпионате мира Тина заняла шестое место в супергиганте и десятое - в комбинации.
В 2006 году Мазе победила в одной гонке в гигантском слаломе, а также дважды была на подиуме. 525 очков позволили ей занять лишь 14-е место в общем зачете, однако это был первый раз, когда ей удалось набрать баллы во всех видах программы. На Олимпийских играх Тина соревновалась в гигантском слаломе и супергиганте и финишировала 12-й и 39-й соответственно.
Сезон 2007 был менее успешным, чем два предыдущих. Мазе лишь трижды попала в десятку, а на чемпионате мира её лучшим результатом стало 14-е место в супергиганте.
В феврале 2008 года одержала первую победу на этапах Кубка мира в скоростном спуске в Санкт-Морице, что стало уникальным достижением для представительниц Словении. Это была её первая победа не в гигантском слаломе. В общем зачете Мазе стала 28-й с 287 очками.

#### Сезоны 2009-2010. Прорыв
Мазе одержала две победы в гигантском слаломе - в Мариборе и Оре. Кроме того, она трижды поднималась на подиум.
Вплоть до 2009 года Мазе не удавалось завоевать медаль Олимпийских игр или чемпионатов мира. Первая такая медаль в её активе — это «серебро» за выступление в её коронном гигантском слаломе на чемпионате мира 2009 года, проходившем в Валь-д'Изере.
В общем зачете Мазе показала лучший результат в карьере, став шестой, в гигантском слаломе Тина оказалась третьей.
В 2010 году Тина выиграла одну гонку в гигантском слаломе и завоевала два серебра на этапах Кубка мира. В общем зачете Мазе была четвёртой, в гигантском слаломе повторила прошлогодний результат.

#### Зимние Олимпийские игры 2010

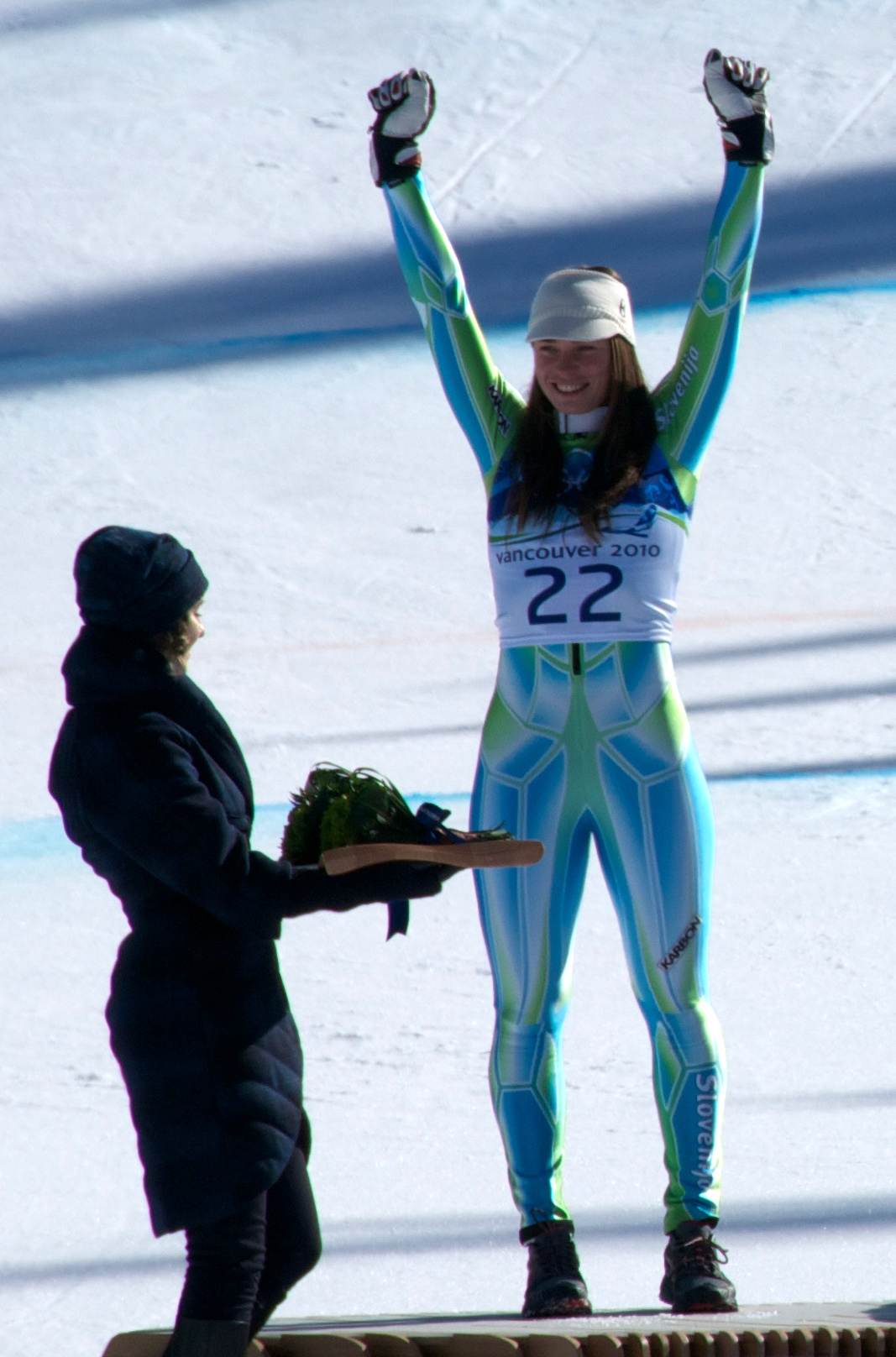
Мазе после выигрыша серебра в супергиганте на Олимпиаде-2010

Мазе была выбрана знаменосцем на церемонии открытия Олимпиады в Ванкувере. В Уистлере она завоевала две серебряные медали — в супергиганте и гигантском слаломе, ставшие первыми для Словении с момента обретения независимости. В суперкомбинации Тина стала 5-й, в слаломе — 9-й, в скоростном спуске — 18-й.

#### Сезоны 2010-2011

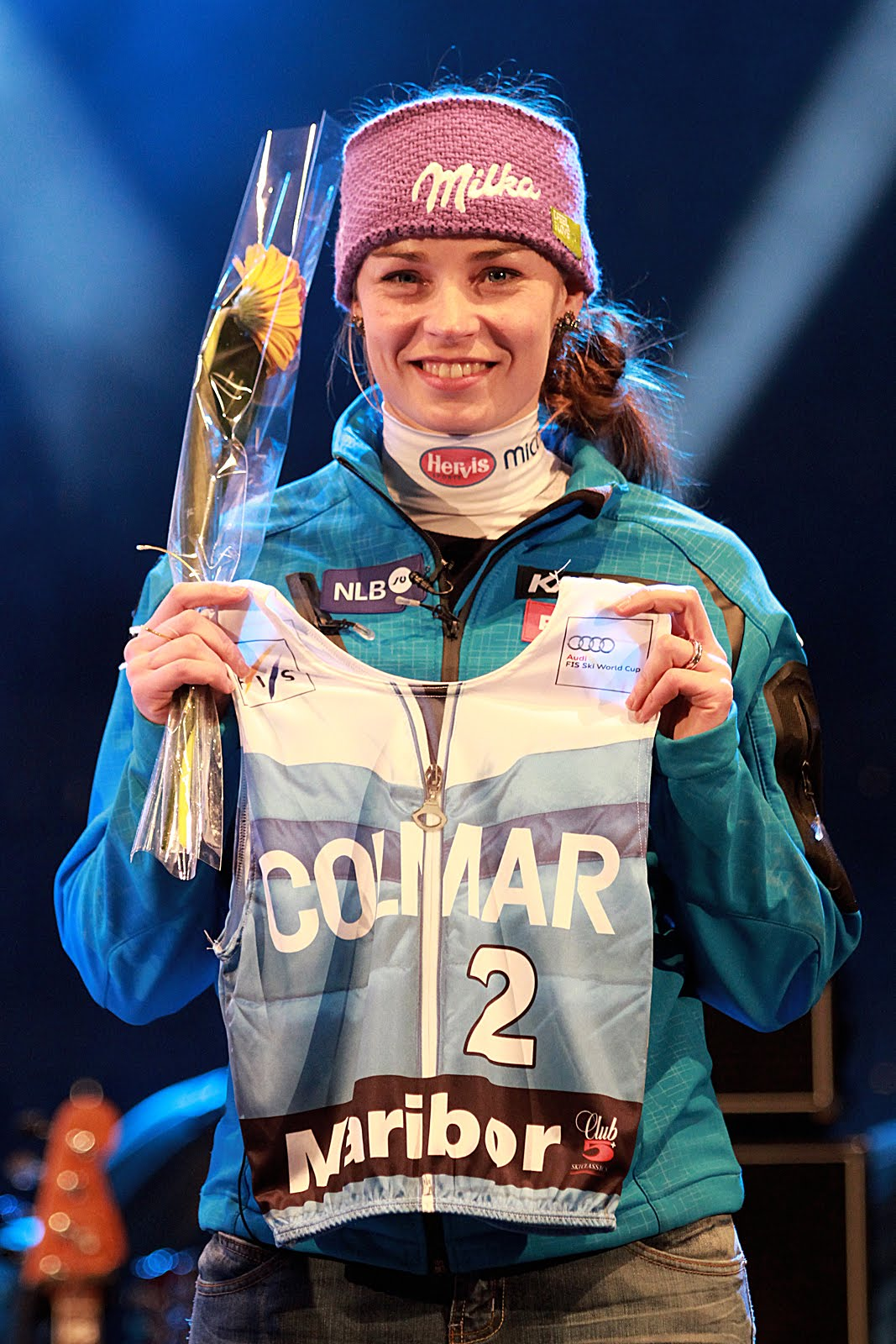
Мазе в 2011 году

Сезон 2011 начался для Мазе с нескольких отличных гонок. Тогда она впервые победила в суперкомбинации (Тарвизио) и слаломе (Ленцерхайде). Всего в том сезоне Тина шесть раз поднималась на подиум, завершив его на третьем месте с 1139 очками.
На чемпионате мира 2011 года в Гармиш-Партенкирхене победила в гигантском слаломе, принеся Словении первую в историю золотую награду чемпионатов мира по горнолыжному спорту. Там же в Гармише взяла серебро в суперкомибнации, уступив только австрийке Анне Феннингер.
В сезоне 2012 года Тина не одержала ни одной победы, но десять раз входила в тройку сильнейших. В общем зачете стала второй, уступив лишь Линдси Вонн.

#### Сезон 2013
Сезон начался с побед в гигантском слаломе в Зёльдене, Аспене, Санкт-Морице (где она первенствовала и в суперкомбинации) и Куршевеле. К Новому году у неё было 11 подиумов, включая пять побед. Она установила рекорд по количеству побед (19) и очков (2180), набранных в календарном году. Выиграв супергигант 13 января 2013 года в Санкт-Антоне, стала одной из трех горнолыжниц, побеждавших во всех видах программы (ранее это удавалось Петре Кронбергер и Янице Костелич). 26 января выиграла серебро в супергиганте в Мариборе, обеспечив себе малый Кубок мира.
24 февраля в Мерибеле во второй раз в сезоне выиграла суперкомбинацию, за девять стартов до конца сезона обеспечив себе победу в общем зачете. Несмотря на то что Мазе набрала больше всех очков в зачете суперкомбинации, Кубок вручен ей не был из-за недостатка проведенных гонок.
1 марта завоевала серебро в супергиганте в Гармише, оформив 19-е попадание в тройку в сезоне, обновив рекорд среди женщин. На следующий день выиграла золото в скоростном спуске, добившись побед во всех видах в одном сезоне и набрав более 2000 очков, что стало новым лучшим достижением (предыдущее принадлежало Херману Майеру и равнялось ровно 2000).
Последний скоростной спуск был отменен, и в этом зачете Мазе стала второй, на один балл отстав от Линдси Вонн, завершившей сезон в феврале из-за травмы колена. Титул в супергиганте достался Тине. В последнем гигантском слаломе Мазе одержала 11-ю победу в сезоне и финишировала с 2414 очками.
К чемпионату мира в Шладминге Тина подошла в роли фаворита. К тому времени она лидировала в зачетах трех из пяти дисциплин (гигантский слалом, супергигант и суперкомбинация), была второй в слаломе и третьей в скоростном спуске. Многие горнолыжники заявляли, что она способна завоевать медали во всех видах. В первой гонке, супергиганте, Мазе стала чемпионкой мира, а три дня спустя выиграла серебро в суперкомбинации. Далее последовали седьмое место в скоростном спуске, второе - в гигантском слаломе и пятое - в слаломе.

#### Сезон 2014

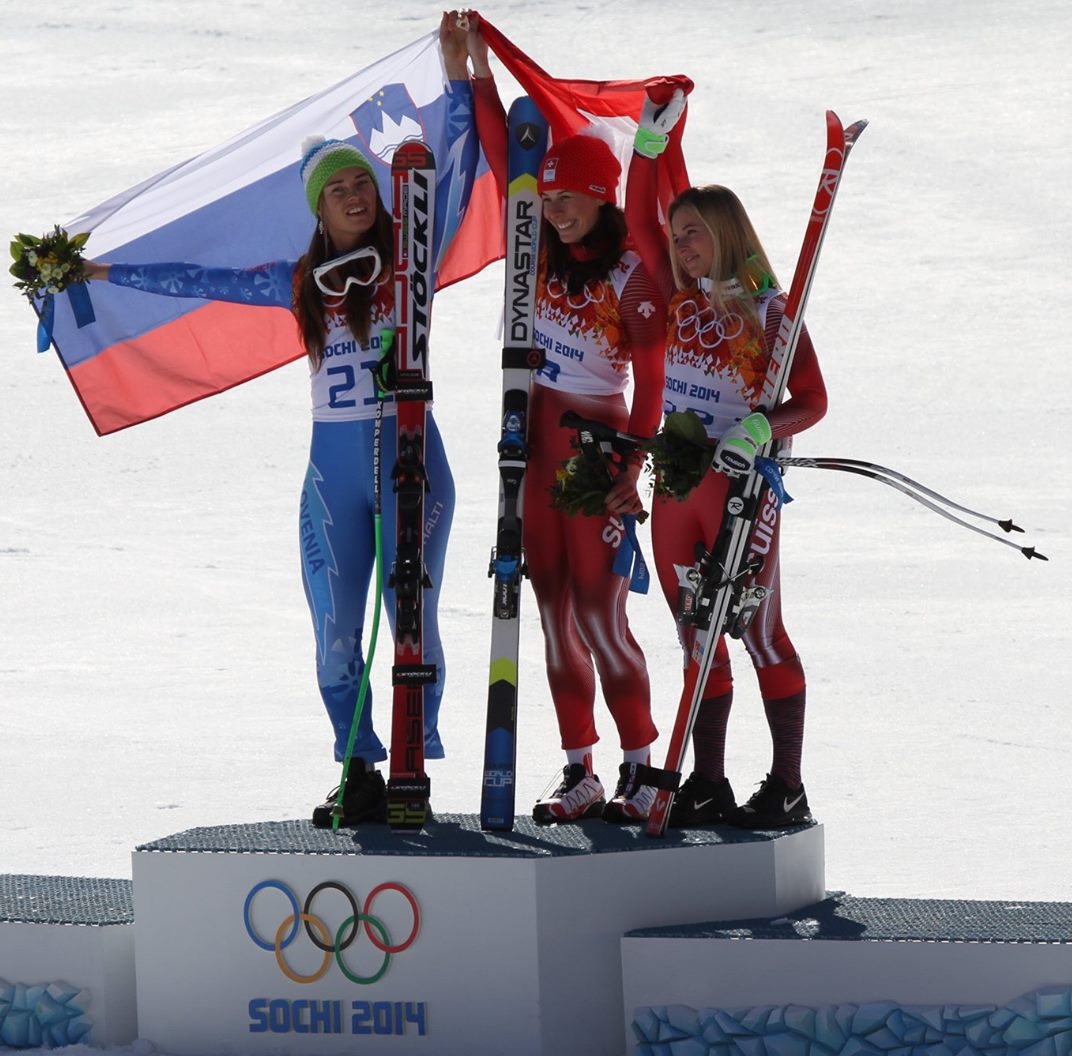
Подиум в скоростном спуске на зимних Олимпийских играх 2014

Олимпийский сезон 2013/14 Тина Мазе начала неуверенно и к началу Олимпийских игр имела одну победу и три подиума на этапах Кубка мира. Снижение результатов было связано с прошлогодней сменой тренера: вместо Вальтера Ронкони со спортсменкой стал работать Ливио Магони. В январе 2014 года его заменил Мауро Пини, по словам Мазе, привнесший положительный настрой. После Олимпиады словенка ещё дважды становилась третьей. В конце сезона она выглядела крайне уставшей и с трудом финишировала. В скоростном спуске словенка стала третьей, в общем зачете — четвёртой.

#### Зимние Олимпийские игры 2014
В суперкомбинации Мазе стала четвёртой, а уже во второй дисциплине — скоростном спуске — победила, разделив золото с Доминикой Гизин. Эта победа стала первой для Словении на зимних Олимпийских играх. Тина финишировала пятой в супергиганте, выиграла в гигантском слаломе и заняла восьмое место в слаломе.

## Результаты на крупнейших соревнованиях

### Зимние Олимпийские игры

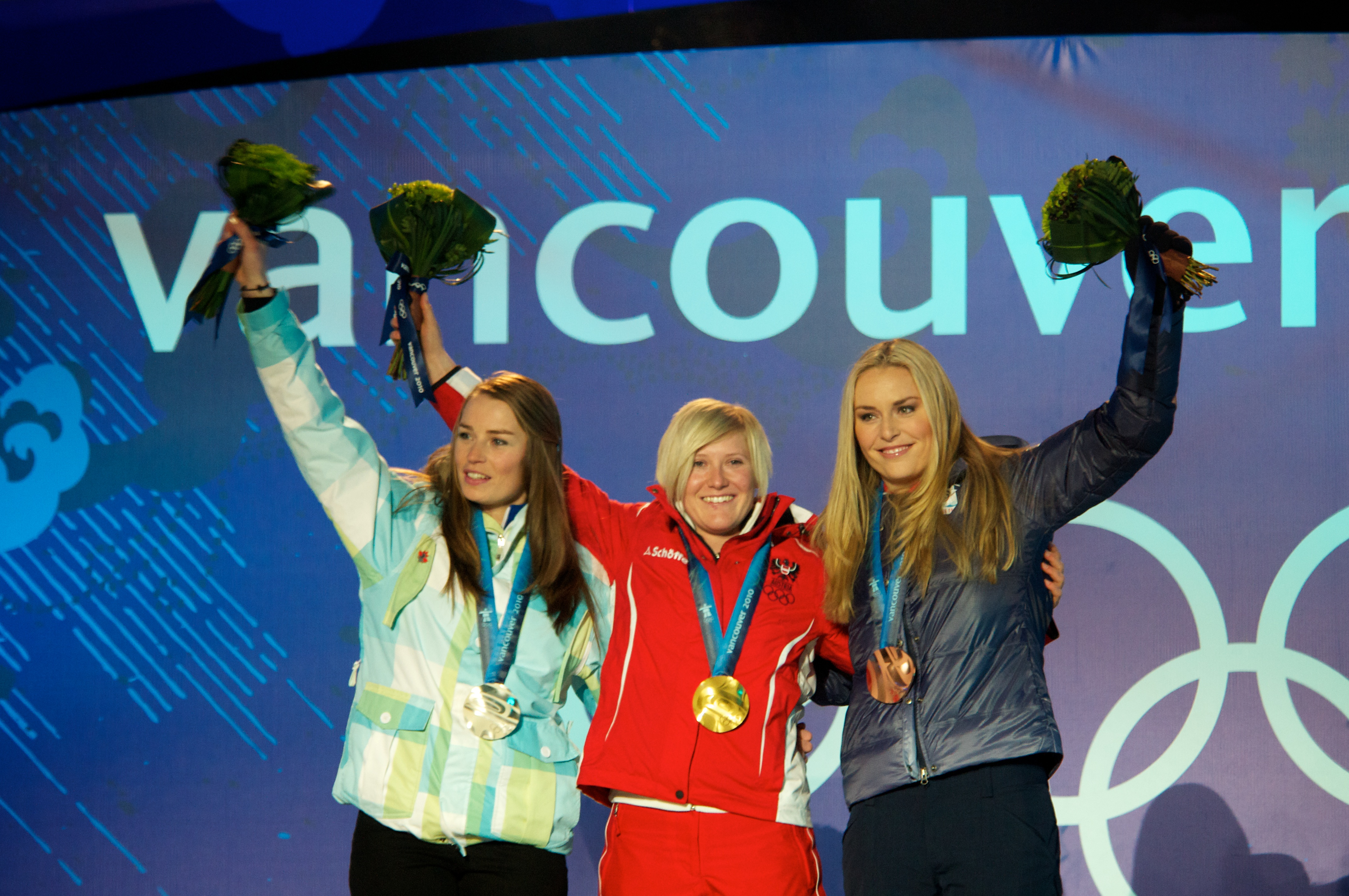
Олимпийский пьедестал на Играх 2010 года в Ванкувере в женском супергиганте (слева направо): Тина Мазе, Андреа Фишбахер, Линдси Вонн

| Олимпийские игры    | Скоростной спуск | Супергигант | Гигантский слалом | Слалом | Комбинация |
| ------------------- | ---------------- | ----------- | ----------------- | ------ | ---------- |
| 2002 Солт-Лейк-Сити | —                | —           | 12                | —      | —          |
| 2006 Турин          | —                | 39          | 12                | —      | —          |
| 2010 Ванкувер       | 18               | 2           | 2                 | 9      | 5          |
| 2014 Coчи           | 1                | 5           | 1                 | 8      | 4          |

### Чемпионаты мира
| Чемпионат мира       | Скоростной спуск | Супергигант | Гигантский слалом | Слалом | Комбинация | Команды |
| -------------------- | ---------------- | ----------- | ----------------- | ------ | ---------- | ------- |
| 2001 Санкт-Антон     | —                | 32          | 22                | 16     | —          | н/д     |
| 2003 Санкт-Мориц     | —                | —           | 5                 | DNF    | —          | н/д     |
| 2005 Бормио          | —                | 6           | DNF               | DNF    | 10         | 10      |
| 2007 Оре             | —                | 14          | 22                | DNF    | DNF        | 10      |
| 2009 Валь-д’Изер     | 14               | 5           | 2                 | —      | DNF        | н/д     |
| 2011 Гармиш          | 5                | 11          | 1                 | 5      | 2          | —       |
| 2013 Шладминг        | 7                | 1           | 2                 | 5      | 2          | —       |
| 2015 Вейл/Бивер-Крик | 1                | 2           | 5                 | 8      | 1          | —       |

### Завоёванные Кубки мира
- Общий зачёт (1) — 2012/13
- Гигантский слалом (1) — 2012/13
- Супергигант (1) — 2012/13

### Победы на этапах Кубка мира (26)
| '№ | Сезон   | Дата        | Место               | Дисциплина             |
| -- | ------- | ----------- | ------------------- | ---------------------- |
| 1  | 2002/03 | 26 окт 2002 | Зёльден             | Гигантский слалом      |
| 2  | 2004/05 | 22 дек 2004 | Санкт-Мориц         | Гигантский слалом (2)  |
| 3  | 2004/05 | 8 янв 2005  | Санта-Катерина      | Гигантский слалом (3)  |
| 4  | 2004/05 | 22 янв 2005 | Марибор             | Гигантский слалом (4)  |
| 5  | 2005/06 | 22 окт 2005 | Зёльден             | Гигантский слалом (5)  |
| 6  | 2007/08 | 2 фев 2008  | Санкт-Мориц         | Скоростной спуск       |
| 7  | 2008/09 | 10 янв 2009 | Марибор             | Гигантский слалом (6)  |
| 8  | 2008/09 | 14 мар 2009 | Оре                 | Гигантский слалом (7)  |
| 9  | 2009/10 | 11 мар 2010 | Гармиш-Партенкирхен | Гигантский слалом (8)  |
| 10 | 2010/11 | 4 мар 2011  | Тарвизио            | Суперкомбинация        |
| 11 | 2010/11 | 18 мар 2011 | Ленцерхайде         | Слалом                 |
| 12 | 2012/13 | 27 окт 2012 | Зёльден             | Гигантский слалом (9)  |
| 13 | 2012/13 | 24 ноя 2012 | Аспен               | Гигантский слалом (10) |
| 14 | 2012/13 | 7 дек 2012  | Санкт-Мориц         | Суперкомбинация (2)    |
| 15 | 2012/13 | 9 дек 2012  | Санкт-Мориц         | Гигантский слалом (11) |
| 16 | 2012/13 | 16 дек 2012 | Куршевель           | Гигантский слалом (12) |
| 17 | 2012/13 | 13 янв 2013 | Санкт-Антон         | Супергигант            |
| 18 | 2012/13 | 27 янв 2013 | Марибор             | Слалом (2)             |
| 19 | 2012/13 | 24 фев 2013 | Мерибель            | Суперкомбинация (3)    |
| 20 | 2012/13 | 2 мар 2013  | Гармиш-Партенкирхен | Скоростной спуск (2)   |
| 21 | 2012/13 | 10 мар 2013 | Офтершванг          | Слалом (3)             |
| 22 | 2012/13 | 17 мар 2013 | Ленцерхайде         | Гигантский слалом (13) |
| 23 | 2013/14 | 25 янв 2014 | Кортина-д’Ампеццо   | Скоростной спуск (3)   |
| 24 | 2014/15 | 15 ноя 2014 | Леви                | Слалом (4)             |
| 25 | 2014/15 | 5 дек 2014  | Лейк Луис           | Скоростной спуск (4)   |
| 26 | 2014/15 | 12 дек 2014 | Оре                 | Гигантский слалом (14) |

## Государственные награды
- Золотой Орден «За заслуги»[словен.] (2013) — за выдающиеся спортивные достижения[7].
- Медаль «За заслуги» (2009) — за большие достижения в области спорта[8].